# Nyan Cat

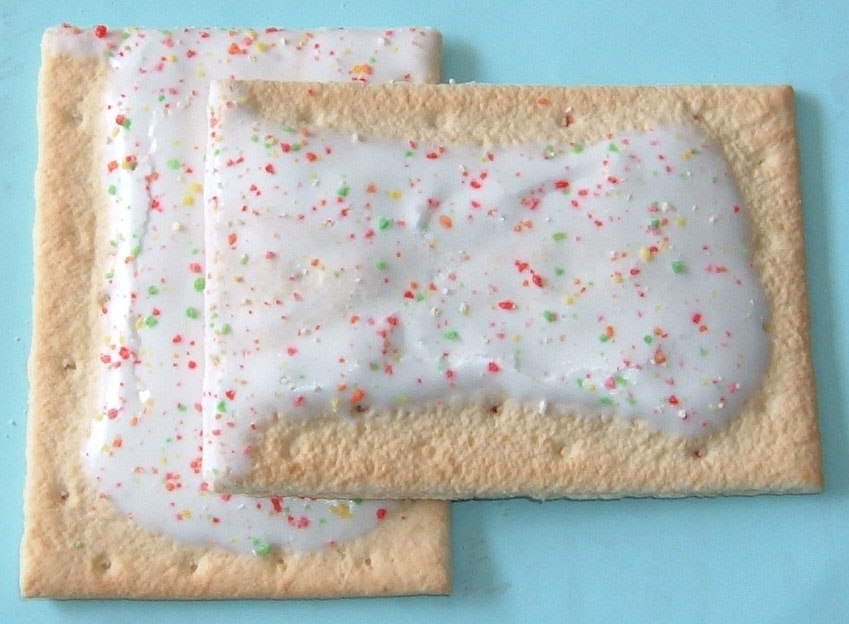
Pop-tart.

Nyan Cat (prononciation: /naɪən kæt/; également connu sous le nom de Pop Tart Cat) est un mème Internet, consistant en un gif animé en 8-bits d’un chat volant gris avec le corps en Pop-Tart rose, avec un arc-en-ciel derrière lui, ou bien d’une vidéo de l’image animée avec une version remixée de la musique Nyanyanyanyanyanyanya!.

## Origine
L’animation du chat a été réalisée par Christopher Torres, un employé d'une compagnie d'assurance, qui postait des blagues dessinées sur un site appelé lolcomics sous le pseudonyme « PRguitarman » le 2 avril 2011. Il avait l'habitude de demander aux gens qui le suivaient de lui donner des mots-clefs avec lesquels il devait faire des blagues. C'est vers mars 2011 que des utilisateurs lui ont demandé de faire une blague avec un chat, une pop-tart et un arc-en-ciel.
Christopher Torres a fait un chat très pixellisé pour que cela soit mignon. L’utilisateur de YouTube saraj00n, a combiné l’animation du chat avec la version du son Nyanyanyanyanyanyanya! mise en ligne sur Nico Nico Douga par l’utilisateur saraj00n sur une vidéo et l'a envoyée sur YouTube le 5 avril 2011. もももも (Momomomo) a mis en ligne sa version du son Nyanyanyanyanyanyanya!, fait avec Momone Momo (un UTAU), sur Nico Nico Douga le 31 janvier 2011. Le son original, conçu avec vocaloid Hatsune Miku (初音ミク), a été téléversé par daniwellP sur Nico Nico Douga le 25 juillet 2010 et il l’a appelé Nyanyanyanyanyanyanya!,. Les paroles de la chanson font référence à l'onomatopée japonaise du miaulement : nya (ニャー).
D’après Christopher Torres, c’est son chat gris Marty, recueilli en mai 2010, qui lui a inspiré le Nyan Cat. La mort de ce dernier, le 1er novembre 2012, twittée par l’auteur, a fait l’objet de plusieurs articles sur la toile.
En février 2021, le créateur original du gif, Chris Torres avait créé une version mise à jour et l'avait vendue pour 300 ethers, l'équivalent de 587000 USD au moment de la vente.

## Popularité
Nyan Cat a vu sa popularité augmenter après avoir été mis en lumière sur le blog de Tosh.0. Plus tard, le site The Annoying Orange a fait une parodie de la vidéo qui l’a popularisé, donnant naissance à de nouvelles vidéos dérivées, certaines longues de plusieurs heures.

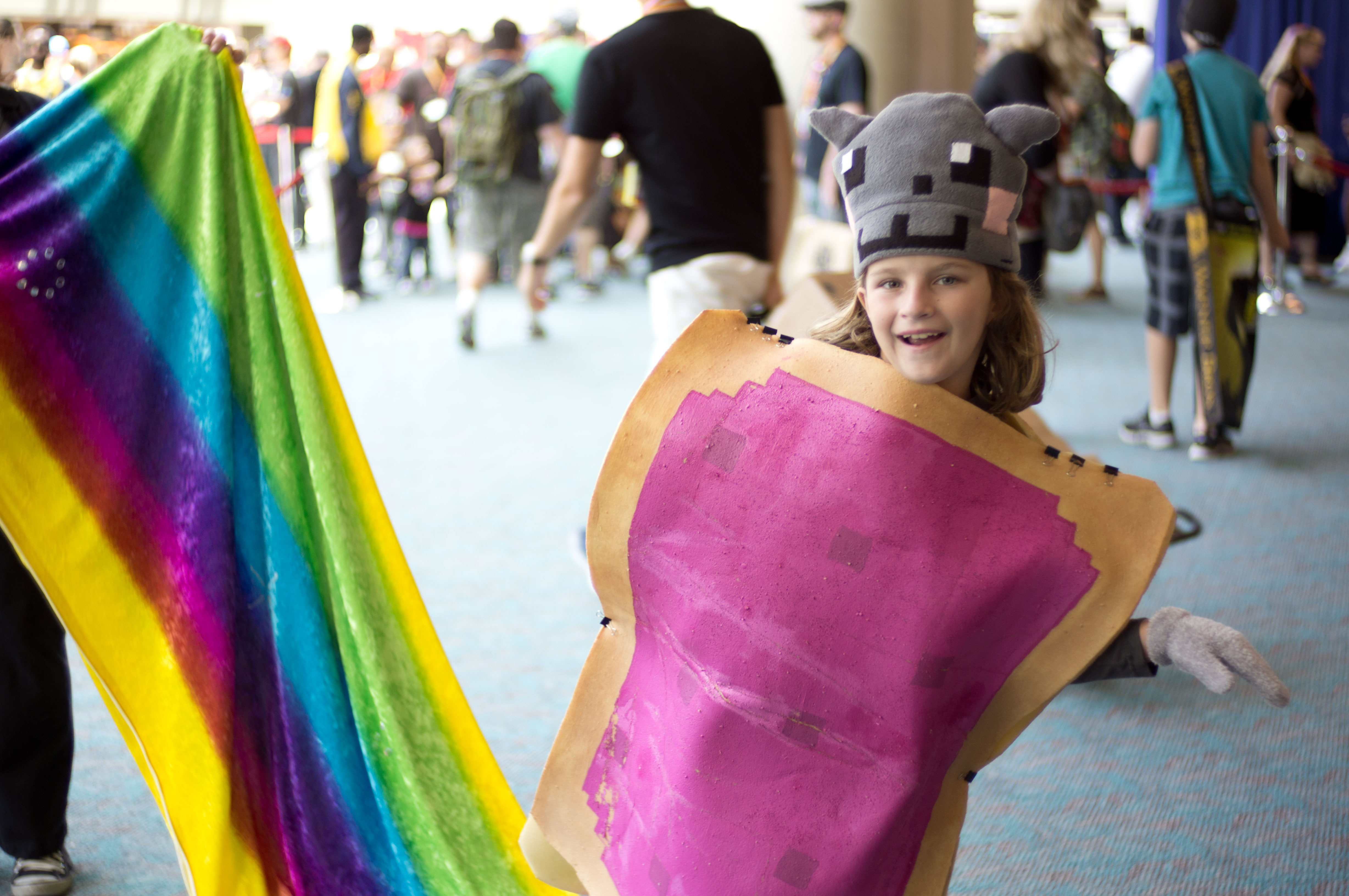
Cosplay de Nyan Cat

Aujourd'hui la vidéo mise en ligne sur Youtube du Nyan Cat est l'une des plus vues d'Internet.
| Date                            | Nombre de vues             |
| ------------------------------- | -------------------------- |
| Mai 2011                        | 12 millions                |
| Juin 2011                       | 20 millions                |
| Juillet 2011                    | 45 millions                |
| Décembre 2011                   | 50 millions                |
| Février 2012                    | 60 millions                |
| 5 avril 2012 (1er anniversaire) | 70 millions                |
| Début juin 2012                 | 75 millions                |
| Septembre 2012                  | 85 millions                |
| Novembre 2012                   | 88 millions                |
| Décembre 2012                   | 90 millions                |
| Mars 2013                       | 97 millions                |
| Juillet 2013                    | 102 millions               |
| Novembre 2013                   | 103 millions               |
| Mars 2014                       | 107 millions               |
| Novembre 2014                   | 114 millions               |
| Mai 2015                        | 121 millions               |
| Novembre 2015                   | 127 millions               |
| Mai 2016                        | 134 millions               |
| Août 2016                       | 137 millions               |
| Novembre 2016                   | 140 millions               |
| Janvier 2017                    | 142 millions               |
| Avril 2017                      | 145 millions               |
| Septembre 2017                  | 150 millions               |
| Octobre 2018                    | 163 millions               |
| Mai 2019                        | 167 millions               |
| Mai 2020                        | 177 millions               |
| Juillet 2021                    | 190 millions               |
| Avril 2022                      | 197 millions               |
| Avril 2023                      | 205 milions                |
| 9 Novembre 2023                 | 210 millions (210 009 000) |
| Octobre 2024                    | 0 - Vidéo supprimée        |

La vidéo originale a été supprimée de YouTube entre le 9 Novembre 2023 et le 11 du même mois. Nous ne savons pas pourquoi cette vidéo a été supprimée.
Chris Torres a également signé des contrats avec plusieurs sociétés de merchandising. On a ainsi pu voir apparaitre des peluches ou des jeux vidéos sur le Nyan Cat.
Diverses applications reprenant le thème de Nyan Cat ont été créées notamment pour iOS, Amstrad CPC, Android, Atari STe, BlackBerry, Bada, Windows, Nintendo DS (via un linker), webOS, Open Pandora, Thomson TO8 et Sharp PC-1500
Nyan Cat a inspiré la création, début 2014, d'une monnaie virtuelle peer-to-peer officialisée avec l'accord de Chris Torres et dérivée du Bitcoin nommée « Nyancoin ».
Le Nyan Cat figure parmi les animaux utilisés par Google Docs, une application d'édition de texte en ligne, pour désigner des utilisateurs anonymes visionnant un document.
Il existe aujourd'hui plusieurs versions de la chanson utilisée dans la vidéo: une version métal, une version jazz et même une version pour orchestre symphonique. Il existe également des versions de 10, 24 et même 100 heures.